# 費麗達·奧斯曼諾維奇
費麗達·奧斯曼諾維奇（?—1995年7月，歿年31歲）是一名波斯尼亞婦女，她在丈夫塞爾曼·奧斯曼諾維奇死於斯雷布雷尼察大屠杀後在林間自縊。
克羅地亞籍美聯社自由攝影師達爾科·班迪奇拍下了費麗達自缢的情形，照片經各大媒體刊載，連同其他波斯尼亞戰爭中與暴行及遇難者相關的照片，影響了美國輿論及領導層對這場戰爭的態度。

## 殮葬
費麗達與塞爾曼在生前育有達米爾（Damir）、法蒂瑪（Fatima）一子一女。自縊後，其遺體被警察搬運至難民營門口遺棄，隨後葬在營旁，墳頭木板上書「無名氏，图兹拉」。直到半年後，達米爾和法蒂瑪從一位美國記者處看見先前身分未明的婦女自縊照，屍主身份才被確認是他們的母親費麗達。之後他們前往墳墓，標明母親姓名，惟數月後再去祭拜時墳塋已然無尋。